# (20761) 2000 EA8
2000 إي أي 8 (ويعرف أيضًا باسم (20761) 2000 إي أي 8 وفق تسمية الكوكب الصغير) (بالإنجليزية: 2000 EA8)‏ هو كويكب ضمن حزام الكويكبات؛ وترتيبه 20761 من حيث الاكتشاف.
اكتُشف هذا الجُرم الفلكي بواسطة دنيس ك. تشيسني في 5 مارس 2000.

## وصلات خارجية
- (20761) 2000 EA8 في قاعدة بيانات مختبر الدفع النفاث لأجرام النظام الشمسي الصغيرة

- الاكتشاف · مخطط المدار ·  العناصر المدارية · المعلمات المادية

- (20761) 2000 EA8 على موقع ويكي سكاي: DSS2, SDSS, GALEX, IRAS, Hydrogen α, X-Ray, Astrophoto, Sky Map, Articles and images